# Wild Plants
 (avril 2018).
Pour plus de détails, voir Fiche technique et Distribution.
Wild Plants est un film documentaire germano-suisse réalisé par Nicolas Humbert en 2016. Ciné poème consacré à des personnes ayant un lien particulier avec la nature et les plantes.

## Synopsis
Regard poétique sur différents personnages en connexion avec les plantes :  

-Maurice Maggi, colonisateur de plantes pionnières dans le centre-ville de Zurich, 
 
-Milo Yello Hair, activiste indien d'Amérique et son projet agricole, 

-Les jardins de cocagnes à Genève, 

-Les jardins urbains qui reprennent la place des usines à Détroit. 

...

## Fiche technique
- Réalisation : Nicolas Humbert
- Scénario : Nicolas Humbert
- Photographie :
- Montage : Simone Fürbringer
- Son :
- Producteur :
- Sociétés de production :
- Sociétés de distribution :
- Pays d'origine :  Allemagne,  Suisse
- Langue : anglais, allemand, français
- Format :  couleur
- Genre : Documentaire
- Durée : 108 minutes
- Dates de sortie :
  - France : 1er janvier 2016

## Distribution
- Milo Yello Hair : lui-même
- Maurice Maggi : lui-même

## Lieux de tournage
- États-Unis
  - Détroit
- Suisse
  - Zurich, Genève